# 第65回英国アカデミー賞
第65回英国アカデミー賞（だい65かいえいこくアカデミーしょう）は、2011年の映画を対象としており、授賞式は2012年2月12日にロンドンのロイヤル・オペラ・ハウスで行われた。司会はスティーヴン・フライが務めた。ノミネートは2012年1月17日にダニエル・ラドクリフとホリデイ・グレインジャーによって発表された。
『アーティスト』が最多12部門でノミネートされ、作品賞、監督賞を含む最多7部門を受賞した。主演男優賞はジャン・デュジャルダン、主演女優賞はメリル・ストリープ、助演男優賞はクリストファー・プラマー、助演女優賞はオクタヴィア・スペンサーが受賞した。また、英国作品賞は『裏切りのサーカス』が受賞した。アカデミー友愛賞は映画監督のマーティン・スコセッシ、生涯功労賞は俳優のジョン・ハートに贈られた。

## 受賞とノミネート
| 作品賞 | 監督賞 |
| --- | --- |
| - 『アーティスト』 - 『ファミリー・ツリー』 - 『ドライヴ』 - 『ヘルプ 〜心がつなぐストーリー〜』 - 『裏切りのサーカス』 | - ミシェル・アザナヴィシウス - 『アーティスト』 - ニコラス・ウィンディング・レフン - 『ドライヴ』 - マーティン・スコセッシ - 『ヒューゴの不思議な発明』 - トーマス・アルフレッドソン - 『裏切りのサーカス』 - リン・ラムジー - 『少年は残酷な弓を射る』 |
| 主演男優賞 | 主演女優賞 |
| - ジャン・デュジャルダン - 『アーティスト』 - ジョージ・クルーニー - 『ファミリー・ツリー』 - マイケル・ファスベンダー - 『SHAME -シェイム-』 - ゲイリー・オールドマン - 『裏切りのサーカス』 - ブラッド・ピット - 『マネーボール』 | - メリル・ストリープ - 『マーガレット・サッチャー 鉄の女の涙』 - ベレニス・ベジョ - 『アーティスト』 - ヴィオラ・デイヴィス - 『ヘルプ 〜心がつなぐストーリー〜』 - ティルダ・スウィントン - 『少年は残酷な弓を射る』 - ミシェル・ウィリアムズ - 『マリリン 7日間の恋』 |
| 助演男優賞 | 助演女優賞 |
| - クリストファー・プラマー - 『人生はビギナーズ』 - ケネス・ブラナー - 『マリリン 7日間の恋』 - ジム・ブロードベント - 『マーガレット・サッチャー 鉄の女の涙』 - ジョナ・ヒル - 『マネーボール』 - フィリップ・シーモア・ホフマン - 『スーパー・チューズデー 〜正義を売った日〜』                                                                                         | - オクタヴィア・スペンサー - 『ヘルプ 〜心がつなぐストーリー〜』 - ジェシカ・チャステイン - 『ヘルプ 〜心がつなぐストーリー〜』 - ジュディ・デンチ - 『マリリン 7日間の恋』 - メリッサ・マッカーシー - 『ブライズメイズ 史上最悪のウェディングプラン』 - キャリー・マリガン - 『ドライヴ』 |
| オリジナル脚本賞 | 脚色賞 |
| - ミシェル・アザナヴィシウス - 『アーティスト』 - ウディ・アレン - 『ミッドナイト・イン・パリ』 - ジョン・マイケル・マクドナー - 『ザ・ガード〜西部の相棒〜』 - アビ・モーガン - 『マーガレット・サッチャー 鉄の女の涙』 - アニー・ムモーロ、クリステン・ウィグ - 『ブライズメイズ 史上最悪のウェディングプラン』                                                         | - ブリジット・オコナー、ピーター・ストローハン - 『裏切りのサーカス』 - ジョージ・クルーニー、グラント・ヘスロヴ、ボー・ウィリモン - 『スーパー・チューズデー 〜正義を売った日〜』 - アレクサンダー・ペイン、ナット・ファクソン、ジム・ラッシュ - 『ファミリー・ツリー』 - テイト・テイラー - 『ヘルプ 〜心がつなぐストーリー〜』 - スティーヴン・ザイリアン、アーロン・ソーキン - 『マネーボール』 |
| 撮影賞 | 新人脚本家・監督・製作者賞 |
| - ギョーム・シフマン - 『アーティスト』 - ジェフ・クローネンウェス - 『ドラゴン・タトゥーの女』 - ホイテ・ヴァン・ホイテマ - 『裏切りのサーカス』 - ヤヌス・カミンスキー - 『戦火の馬』 - ロバート・リチャードソン - 『ヒューゴの不思議な発明』 | - 『思秋期』 - パディ・コンシダイン（監督）、ダーミッド・スクリムショー（製作） - 『アタック・ザ・ブロック』 - ジョー・コーニッシュ（監督・脚本） - Black Pond - ウィル・シャープ（監督・脚本）、トム・キングスレー（監督）、Sarah Brocklehurst（製作） - 『英雄の証明』 - レイフ・ファインズ（監督） - 『サブマリン』 - チャード・アイオアディ（監督・脚本） |
| 英国作品賞 | ドキュメンタリー賞 |
| - 『裏切りのサーカス』 - 『マリリン 7日間の恋』 - 『アイルトン・セナ 〜音速の彼方へ』 - 『SHAME -シェイム-』 - 『少年は残酷な弓を射る』 | - 『アイルトン・セナ 〜音速の彼方へ』 - アシフ・カパディア - 『ジョージ・ハリスン/リヴィング・イン・ザ・マテリアル・ワールド』 - マーティン・スコセッシ - 『プロジェクト・ニム』 - ジェームズ・マーシュ |
| 作曲賞 | 音響賞 |
| - ルドヴィック・ブールス - 『アーティスト』 - アルベルト・イグレシアス - 『裏切りのサーカス』 - トレント・レズナー、アッティカス・ロス - 『ドラゴン・タトゥーの女』 - ハワード・ショア - 『ヒューゴの不思議な発明』 - ジョン・ウィリアムズ - 『戦火の馬』 | - フィリップ・ストックトン、ユージーン・ギアティ、トム・フレイシュマン、ジョン・ミドグレイ - 『ヒューゴの不思議な発明』 - John Casali、Howard Bargroff、Doug Cooper、Stephen Griffiths、Andy Shelley - 『裏切りのサーカス』 - James Mather、スチュアート・ウィルソン、Stuart Hilliker、Mike Dowson、Adam Scrivener - 『ハリー・ポッターと死の秘宝 PART2』 - Nadine Muse、Gérard Lamps、Michael Krikorian - 『アーティスト』 - スチュアート・ウィルソン、ゲイリー・ライドストロム、アンディ・ネルソン、トム・ジョンソン、リチャード・ハイムンス - 『戦火の馬』 |
| 美術賞 | 特殊視覚効果賞 |
| - ダンテ・フェレッティ、フランチェスカ・ロー・シャイボ - 『ヒューゴの不思議な発明』 - ローレンス・ベネット、ロバート・グールド - 『アーティスト』 - リック・カーター、リー・サンデイルズ - 『戦火の馬』 - スチュアート・クレイグ、ステファニー・マクミラン - 『ハリー・ポッターと死の秘宝 PART2』 - マリア・ジャーコヴィク、タチアナ・マクドナルド - 『裏切りのサーカス』 | - ティム・バーク、ジョン・リチャードソン、グレッグ・バトラー、グレッグ・バトラー - 『ハリー・ポッターと死の秘宝 PART2』 - ロブ・レガート、ジョス・ウィリアムズ、ベン・グロスマン - 『ヒューゴの不思議な発明』 - ジョー・レッテリ - 『タンタンの冒険/ユニコーン号の秘密』 - ジョー・レッテリ、ダン・レモン、R・クリストファー・ホワイト - 『猿の惑星: 創世記』 - ベン・モリス、ニール・コーボールド - 『戦火の馬』 |
| 衣裳デザイン賞 | メイクアップ&ヘア賞 |
| - マーク・ブリッジス - 『アーティスト』 - ジャクリーン・デュラン - 『裏切りのサーカス』 - マイケル・オコナー - 『ジェーン・エア』 - サンディ・パウエル - 『ヒューゴの不思議な発明』 - ジル・テイラー - 『マリリン 7日間の恋』 | - Marese Langan - 『マーガレット・サッチャー 鉄の女の涙』 - Julie Hewett、Cydney Cornell - 『アーティスト』 - アマンダ・ナイト、Lisa Tomblin - 『ハリー・ポッターと死の秘宝 PART2』 - Morag Ross、Jan Archibald - 『ヒューゴの不思議な発明』 - Jenny Shircore - 『マリリン 7日間の恋』 |
| 編集賞 | 非英語作品賞 |
| - グレッガーズ・ソール、クリス・キング - 『アイルトン・セナ 〜音速の彼方へ』 - アン＝ソフィー・ビオン、ミシェル・アザナヴィシウス - 『アーティスト』 - マット・ニューマン - 『ドライヴ』 - ディノ・ヨンサーテル - 『裏切りのサーカス』 - セルマ・スクーンメイカー - 『ヒューゴの不思議な発明』                                                                            | - 『私が、生きる肌』・ スペイン - 『灼熱の魂』・ カナダ - 『Pina/ピナ・バウシュ 踊り続けるいのち』・ ドイツ - 『しあわせの雨傘』・ フランス / ベルギー - 『別離』・ イラン |
| アニメ映画賞 | 短編アニメ賞 |
| - 『ランゴ』 - 『タンタンの冒険/ユニコーン号の秘密』 - 『アーサー・クリスマスの大冒険』 | - A Morning Stroll - Grant Orchard、Sue Goffe - Abuelas - Afarin Eghbal、Kasia Malipan、Francesca Gardiner - Bobby Yeah - Robert Morgan |
| 短編作品賞 | オレンジ・ライジング・スター賞 |
| - Pitch Black Heist - John Maclean、Gerardine O'Flynn - Chalk - Martina Amati、Gavin Emerson、James Bolton、Ilaria Bernardini - Mwansa the Great - Rungano Nyoni、Gabriel Gauchet - Only Sound Remains - Arash Ashtiani、Anshu Poddar - Two and Two - Babak Anvari、Kit Fraser、Gavin Cullen                                                                              | - アダム・ディーコン - クリス・ヘムズワース - トム・ヒドルストン - クリス・オダウド - エディ・レッドメイン |

### フェローシップ賞
- マーティン・スコセッシ

### 生涯功労賞
- ジョン・ハート